# Thebaïs (Egypte)

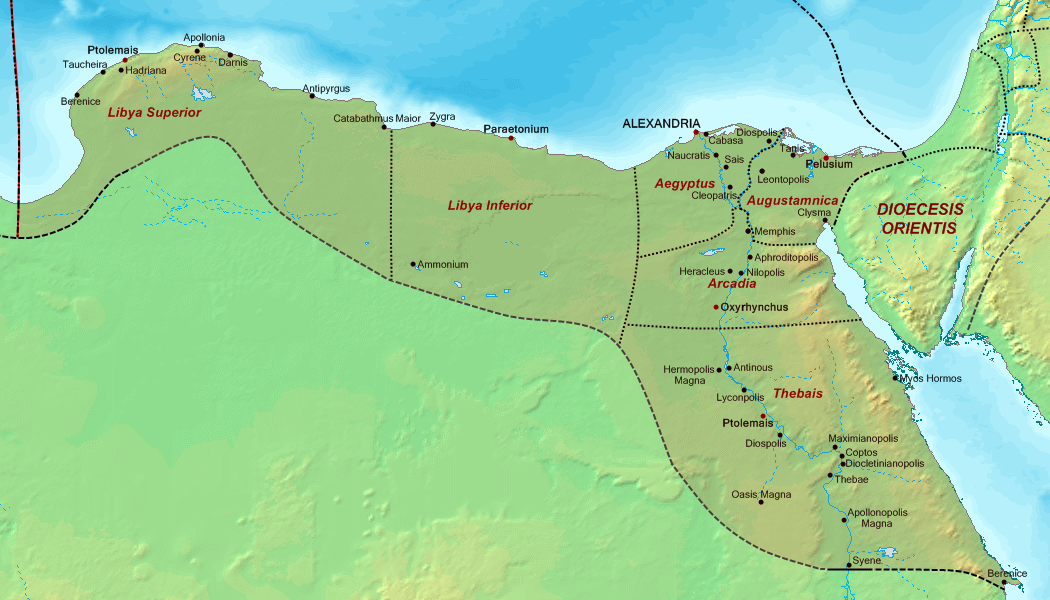
Kaart van het Romeinse bisdom Aegyptus

De Thebaïs (Oudgrieks: Θηβαϊς) was in de oudheid het gebied rond de Egyptische stad Thebe. In de rotswoestijn van de Thebaïs vestigden zich  kluizenaars die het vroegchristelijke monachisme op gang brachten.
Door de hervormingen van keizer Diocletianus in 297 werd de Thebaïs een van de vier Egyptische provincies, naast Aegyptus en Lybia. Later werd de provincie opgedeeld in Thebais Superior en Thebais Inferior. Vanaf 380 werd de Thebaïs deel van het bisdom Aegyptus.